# إصبع القدم

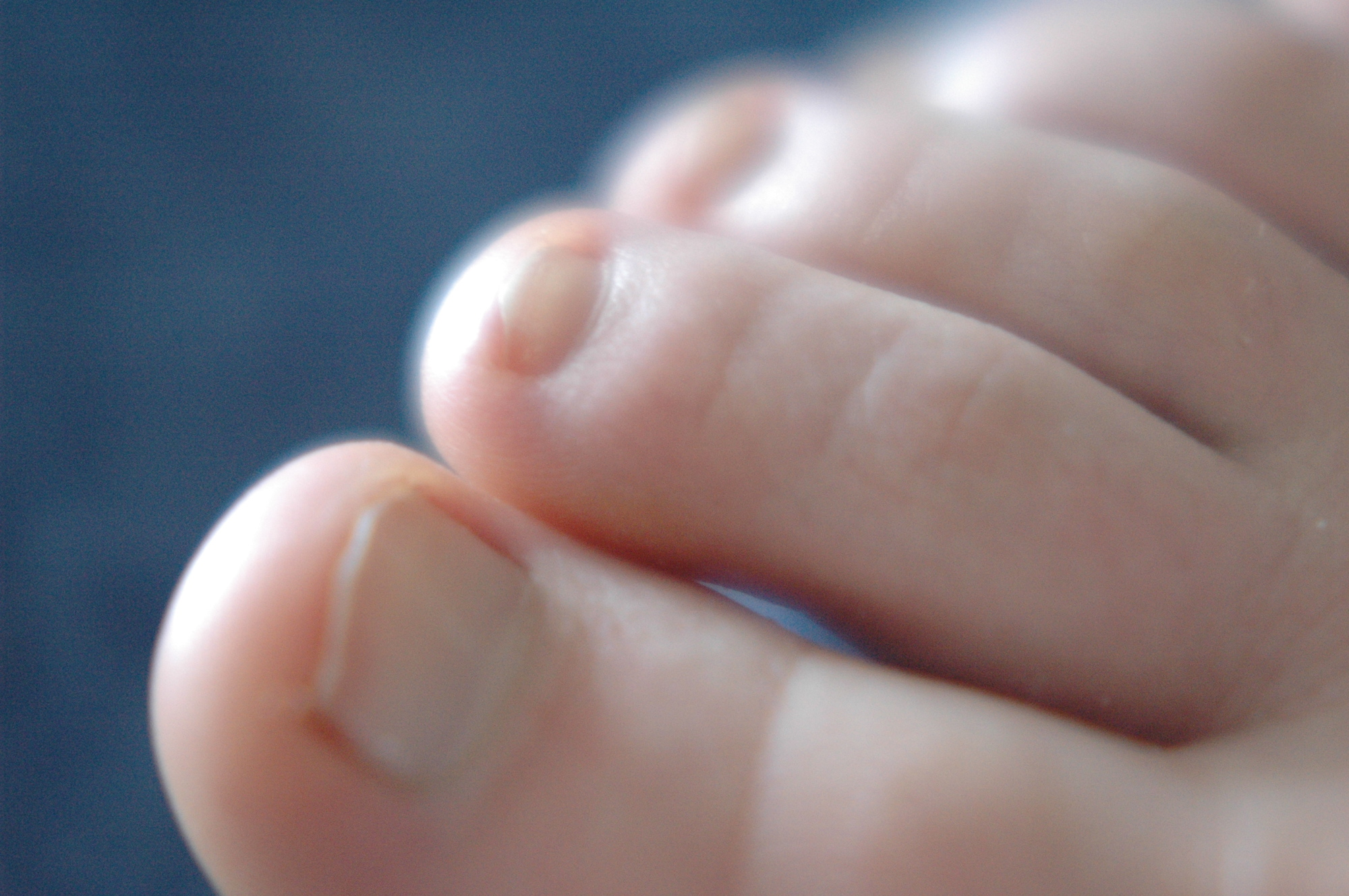
أصابع قدم الإنسان

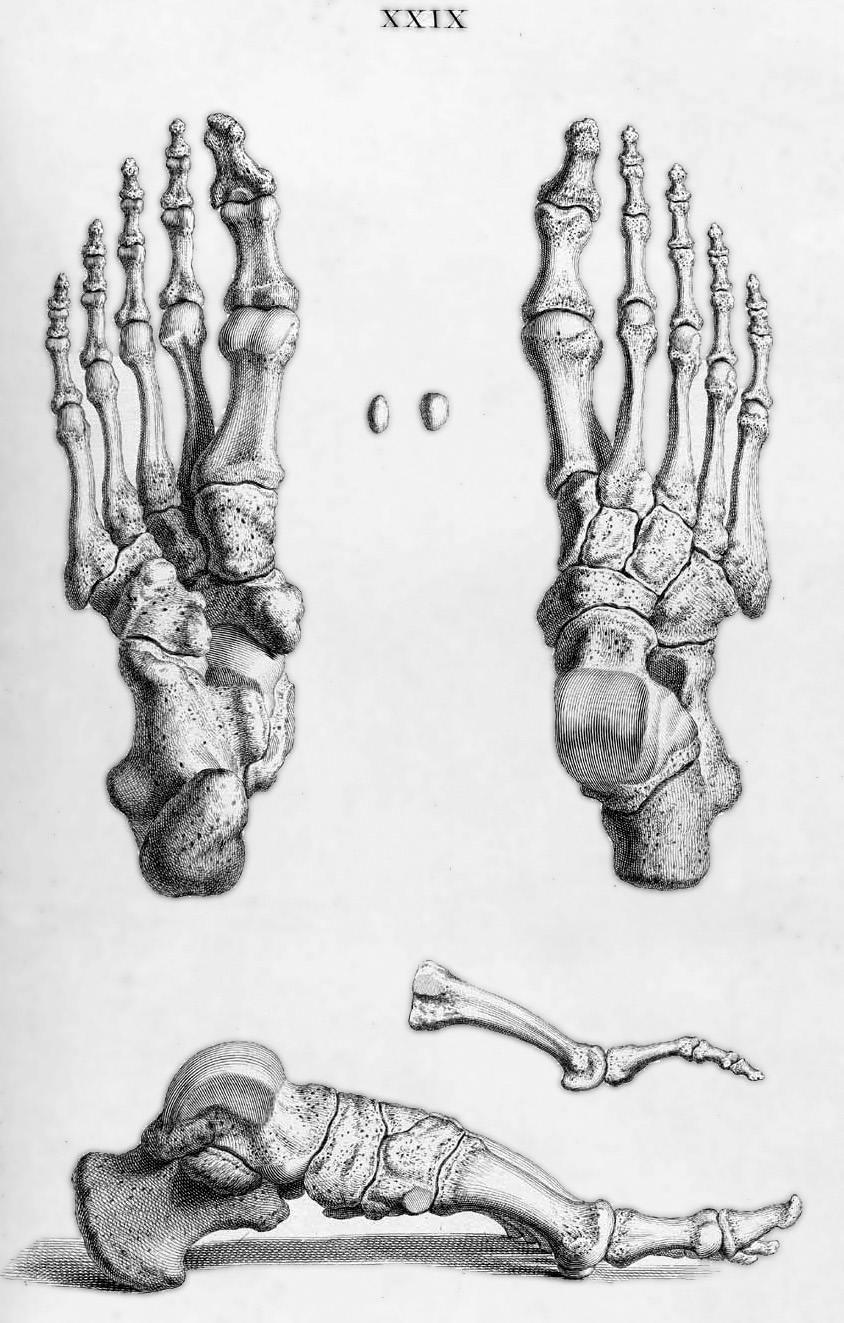
عظام قدم الإنسان

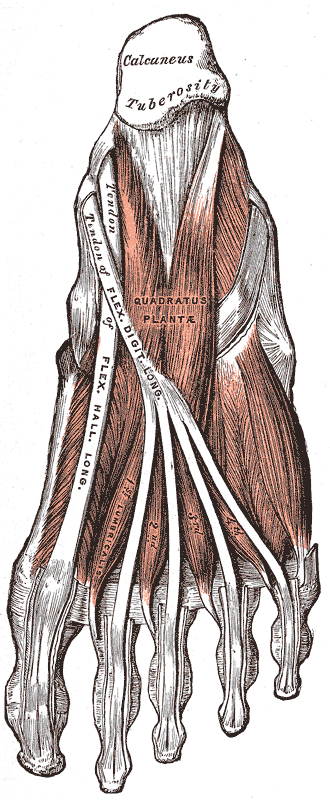
التشريح الداخلي لقدم الإنسان

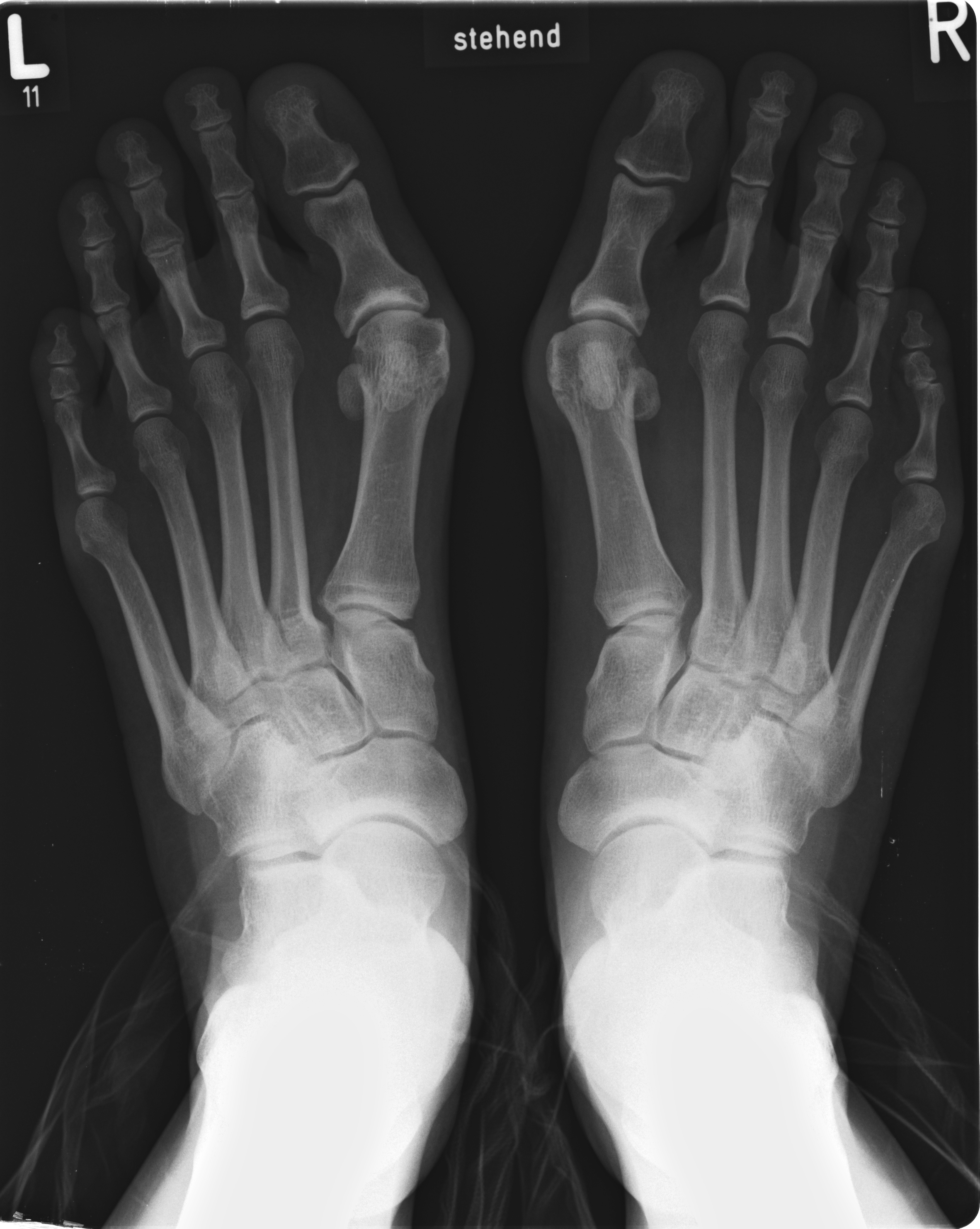
صورة بالأشعة لأصابع قدم الإنسان

أصابع القدم أو الأباخس مفردها: أَبْخَس هي الأصابع الموجودة في القدم، توصف الحيوانات التي تسير علي أصابع القدم بأنها إصبعية السير، بينما توصف الحيوانات التي لها حوافر بأنها حافريات اما الإنسان فيوصف بأنه إخمصي السير لانه يسير على راحة القدم، والإنسان يملك خمسة أصابع، وهناك حالات نادرة تولد بستة أصابع.أكبرهم وأطولهم الإبهام عند معظم الناس وهي أحد خصائص الإنسان المتوارثة، حيث الجين السائد يخدث الطول الطبيعي في الإبهام، بينما الزَيْجُوتٍ مُتَمَاثِلَة الأَلائِل (homozygous) تتميز بطول أكبر في الأصبع الثاني وهو ما يعرف عادة ب"أصابع قفاز اليد"

## البناء
يوجد في العادة خمس أصابع في كل قدم، كل إصبع يحتوي على ثلاث سلاميات، باستثناء الإصبع الأكبر، ويوجد لدى قلة من الناس  سلاميتان فقط في الإصبع الأصغر.
يحتوي الإصبع الأكبر على سلاميتين فقط، تسمى المفاصل ما بين السلاميات بالمفاصل البين سلامية. يحاط كل اصبع بالجلد ويوجد في نهاية كل إصبع ظفر.

### العضلات
يتحرك كل إصبع اما في اتجاه راحة القدم أو عكس اتجاه راحة القدم، ويتم ذلك عبر الأوتار العضلية المرتبطة بسلاميات القدم. باستثناء الأصبع الأكبر، يتم التحكم في حركات كل الأصابع عن طريق العضلة المثنية القصيرة للأصابع والعضلة القصيرة الباسطة لأصابع القدم وتمسك هاتان العضلتان بجانبي السلاميات، جاعلة من المستحيل تحريك كل إصبع على حدى. توجد أيضا عضلات على السطح العلوي والسفلي للأصابع.

### الإمداد الدموي
تصل الدماء ألي أصابع القدم عن طريق الشرايين المشطية الاخمصية وتصب دمها الوريدي في القوس الوريدية لظهر القدم.

### الإمداد العصبي
عن طريق خمسة أعصاب، أحدها هو العصب الربلي الذي يمد السطح الخارجي للأصبع الخامس.
في الإنسان عادة ما يكون الإصبع الأكبر أطول من الإصبع الثاني المجاور له، لكن في بعض الأشخاص لا يكون الأمر كذلك. توجد صفة وراثية في الإنسان، حيث يتسبب الجين السائد في جعل الإصبع الثاني أطول من الإصبع الأكبر وهو ما يسمى إصبع قدم مورتون. الأشخاص الذين يعانون من خلل التنسج الليفي المعظم المترقي يتميزون باصبع أكبر قصير ويبدو منحنيا للداخل بالنسبة للقدم.

### الاختلافات
في المعتاد يوجد في قدم الإنسان خمسة أصابع، عندما يزيد العدد عن ذلك تسمى الحالة كثرة الأصابع. توجد اختلافات كثيرة بين البشر في حجم مقدمة القدم، بما في ذلك الأصابع، هذه الاختلافات يمكن قياسها إحصائيا وتم ارجاعها إلى الفروق الإثنية. من الممكن أن تؤثر هذه الاختلافات على الراحة اثناء الحركة.

## الوظيفة
تتكون قدم الأنسان من العديد من العظام والأنسجة الرخوة التي تتحمل وزن الإنسان المنتصب القامة، وتساعد أصابع القدم على الأخص أثناء المشي، كما تدعم الإتزان وتحمل الوزن والتمايل أثناء المشي.

## الأهمية السريرية
قد يؤدي الاستخدام طويل الأمد لأحذية ذات مقاس غير مناسب إلى مشاكل عظمية بالأصابع.
احد الأمراض ويدعى ورم مورتون عادة ما يتسبب في الألم والتنميل ما بين الإصبعين الثالث والرابع، لأنه يضغط على العصب الموجود بين هذين الاصبعين، كما يعتبر الإصبع الأكبر المكان الأكثر شيوعا لحدوث الظفر الناشب، ويعتبر مفصل السلامية الدنيا المكان الأكثر شيوعا للإصابة بالنقرس.

### التشوهات الشكلية
أحد تشوهات القدم الشكلية هو إصبع القدم المطرقية وهو ما يمكن وصفه بشد غير طبيعي لأصابع القدم. ما يؤدي إلى تغير موضع أحد المفاصل المكونة للقدم، وقد يزيد ارتداء الحذاء من حدة التشوه عن طريق الضغط على مكان الإصابة. إلتهاب المفاصل الروماتويدي هو أحد الأسباب لتشوه شكل القدم أيضا، وهو ما قد يؤدي إلى حدوث قروح وألم خاصة أثناء ارتداء الحذاء.
أحد المشاكل الشائعة الأخرى التي تشمل الإصبع الأكبر للقدم هي الورم الملتهب، وهو عبارة عن تشوهات شكلية هيكلية للعظم والمفصل الموجود ما بين القدم والأصبع الأكبر وهو ما قد يكون مؤلما. في مرض كثرة الأصابع يوجد إصبع أو أكثر زيادة عن العدد الطبيعي.

### في إعادة البناء
يتمثل أحد الخيارات المطروحة لاعادة بناء يد متضررة نتيجة حادث في زراعة الإصبعين الثاني والثالث للقدم محل إصبعي اليد، كما تعتبر زراعة الإصبعين الثالث والرابع خيارا ممكنا أيضا.